# Soe Hok Gie
Soe Hok Gie né le 17 décembre 1942 à Jakarta et mort le 16 décembre 1967 à Semeru, est un militant et journaliste indonésie, qui se sont opposés aux dictaturess successives des présidents Sukarno et Suharto.